# شاپرک بریتانیا
شاپرک بریتانیا (نام علمی: Acleris britannia) نام یک گونه از سرده برگ‌پیچ‌های پهن است.